# طاقم فلم

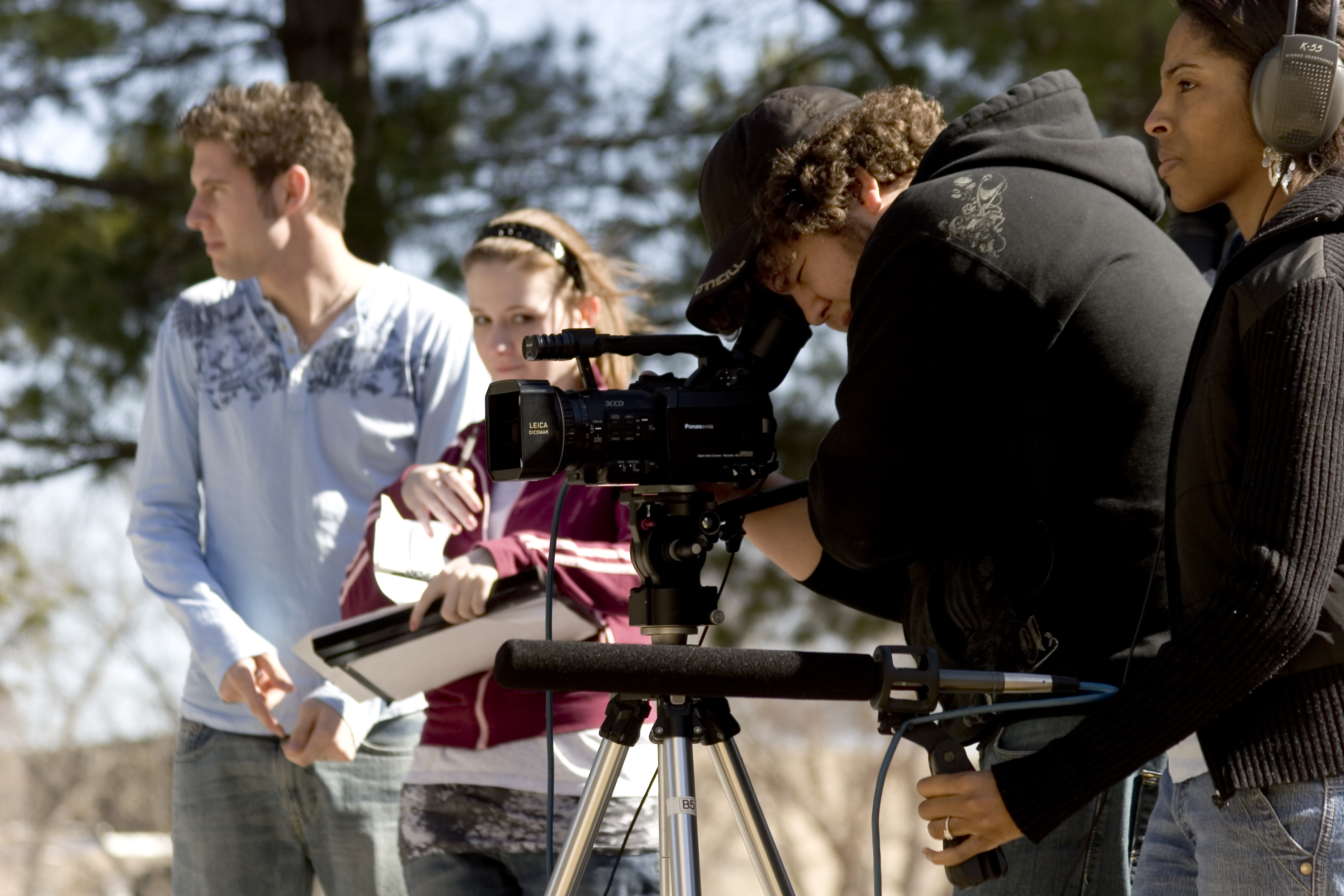
مخرج فيلم وطاقمه

فريق التصوير أو طاقم الفِلم هو مجموعة من الأشخاص، تُعينهم شركة إنتاج بغرض إنتاج فلم أو فلم سنمائي. يتميز فريق التصوير عن طاقم العمل حيث يُفهم طاقم العمل بأنه مجموع الممثلين الذين يظهرون أمام الكامرة أو يمثلون أصوات الشخصيات في الفلم. الطاقم أيضًا منفصل عن المنتجين حيث أن المنتجين هم الذين يمتلكون جزءًا من المَفلَم أو حقوق الملكية الفكرية له.